# Иказненский замок
Иказненский замок — замок, существовавший недалеко от местечка Иказнь (совр. Браславского района Витебской области Белоруссии) в XVI—XVIII веках.

## Описание
Замок находился на северо-западной части острова Замок озера Иказнь на прямоугольном возвышении размером 55 Х 30 метров. Укрепления замка состояли из каменного дворца, защищавшего замок с юга, и каменной стены, закрывавшей территорию замка с востока и севера. С запада находился земляной вал высотой 2 метра, выложенный камнем, на котором стояли деревянные стены. С этой стороны замок дополнительно защищался деревянным подзамком, занимающим остальную часть острова. По центру западной стены находился вход в крепость. Дополнительными укреплениями служили две башни, деревянная на юге и каменная башня-рондель на северо-востоке. Каменные постройки дворца и стен были выполнены в технике полосатой кладки.

## История
Первое письменное упоминание Иказни датируется 1499 годом, когда эти земли приобрёл браславский староста Иван Сапега за 200 коп «грошей широких». В 1504 году великий князь литовский Александр выдал ему привилей на основание здесь «места и замка».
В 1515 году московские войска «… под Икажною посады же ожгожа». Польский историк А. Гваньини в «Описании Европейской Сарматии» (вторая половина XVI столетия) отмечал, что «Иказнь — замок каменный и места деревянные… от Браслава за 2 мили лежит».
Во время русско-польской войны в 1654 году Иказненский замок заняли московские, а в 1655 году — шведские войска. Замок был разрушен во время северной войны в которой Сапеги приняли сторону Станислава Лещинского и Карла XII.